# 121 Hermione
121 Hermione,  a volte in italiano 121 Ermione, è un asteroide della fascia principale. Scoperto nel 1872, presenta un'orbita caratterizzata da un semiasse maggiore pari a 3,4518390 au e da un'eccentricità di 0,1318773, inclinata di 7,59763° rispetto all'eclittica.
Fu scoperto il 12 maggio 1872 da James Craig Watson dal Detroit Observatory dell'università del Michigan (USA) ad Ann Arbor. Fu battezzato così in onore di Ermione, figura della mitologia greca, figlia di Menelao e di Elena.
Hermione è un asteroide Cibele e descrive un'orbita nella parte esterna della Fascia principale, al di là della maggior parte dei pianetini. È uno dei più grandi e scuri asteroidi della Fascia principale,  composto probabilmente da materiale carbonioso.
Un satellite di Hermione è stato scoperto nel 2002 grazie al telescopio Keck II. La luna misura 18 chilometri circa di diametro e orbita a una distanza di circa 800 km, completando una rivoluzione attorno al corpo primario in 1,63 giorni. Il satellite è attualmente designato S/2002 (121) 1. Non è stata ancora ufficialmente denominata, ma un gruppo di astronomi ha proposto il nome "LaFayette" in riferimento alla fregata utilizzata in segreto dal Marchese de Lafayette per raggiungere l'America in aiuto agli insorgenti.
Nel dicembre 2003, le ottiche adattive del telescopio Keck sono state in grado di risolvere la forma di Hermione. Dalle immagini si nota facilmente la forma bilobata del pianetino.
La scoperta del satellite ha reso possibile un'accurata misura della massa e della densità dell'asteroide. I risultati preliminari hanno indicato un corpo molto poroso, ma studi ulteriori hanno messo in dubbio questa ipotesi.
Occultazioni di Hermione sono state osservate con successo almeno in tre occasioni, l'ultima delle quali nel febbraio 2004.